# Фейдер

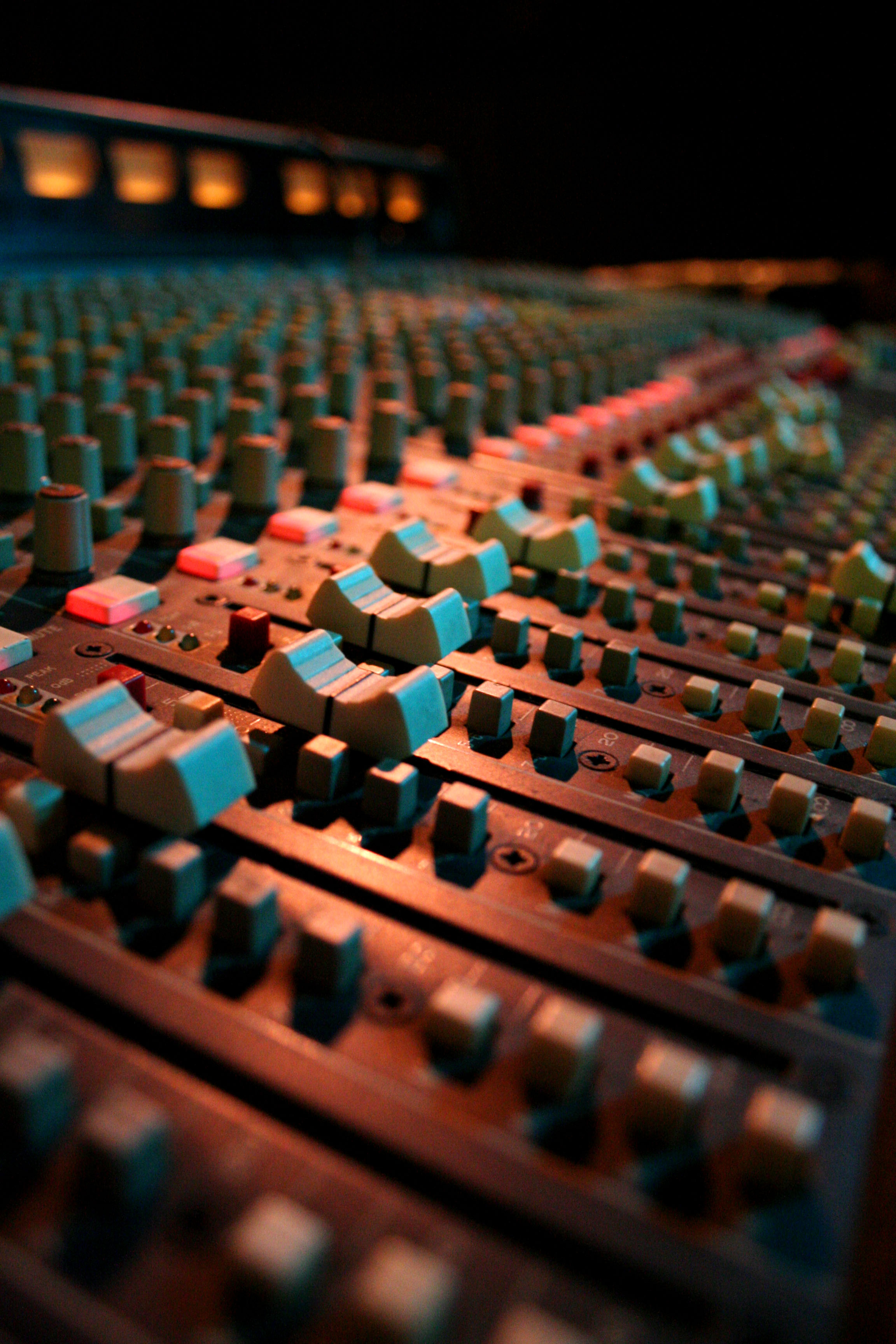
Фейдеры микшерного пульта

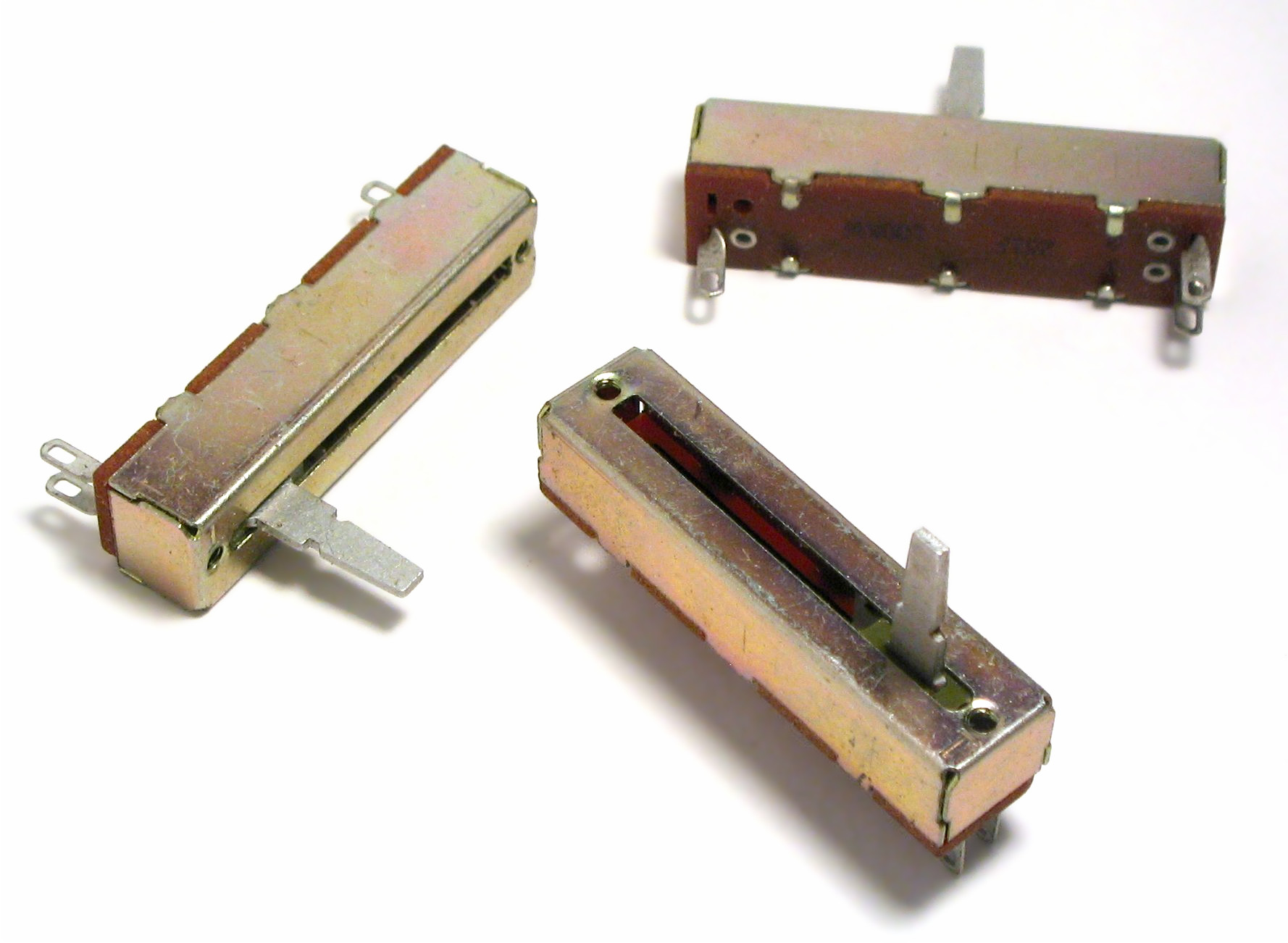
Фейдер как электронный компонент

Фэйдер или фейдер (англ. fader, от fade «затихать») — орган управления параметрами физического или виртуального устройства, регулятор ползункового типа (в отличие от вращающейся ручки — поворотного энкодера). Широко применяется в аудиотехнике, в частности, фейдеры есть в большинстве микшерных пультов и значительной части MIDI-контроллеров.
Основные разновидности — простейшие фейдеры, VCA-фейдеры, цифровые фейдеры. Простейшие фейдеры — движковые (ползунковые) потенциометры, которые понижают поступающий непосредственно на них уровень сигнала. VCA-фейдеры — сложные устройства, состоящее из усилителя управляемого напряжением (активного элемента) и одного или нескольких движковых потенциометров, которые изменяют управляющее напряжение. Возможность суммирования управляющих напряжений позволяет значительно улучшить соотношение сигнал/шум в звуковом тракте микшерного пульта. 
Цифровые фейдеры — контроллеры, которые передают информацию в виде числового значения, процесс изменения уровня цифрового сигнала происходит в соответствии с заданным алгоритмом. Цифровые фейдеры могут быть как реальными контроллерами, так и виртуальными устройствами.
Физические фейдеры могут быть моторизованными, то есть иметь миниатюрные электрические моторы, изменяющие их положение в соответствии с сигналами автоматизации. Отключение автоматизации происходит либо при регистрации прикосновения пальца звукорежиссёра к сенсору фейдера, либо при регистрации механического воздействия на фейдер.
Шкала фейдера для аудиотехники чаще всего градуируется в децибелах, но в большинстве случаев, она не является логарифмической. Чаще всего шаг шкалы около 0 дБ равен 10 или 6 дБ. При низких уровнях шаг шкалы либо увеличивается, либо деления шкалы становятся чаще. Это объясняется необходимостью получения значения бесконечного ослабления сигнала в крайнем нижнем положении.